# Avenida Pío XII (Valencia)

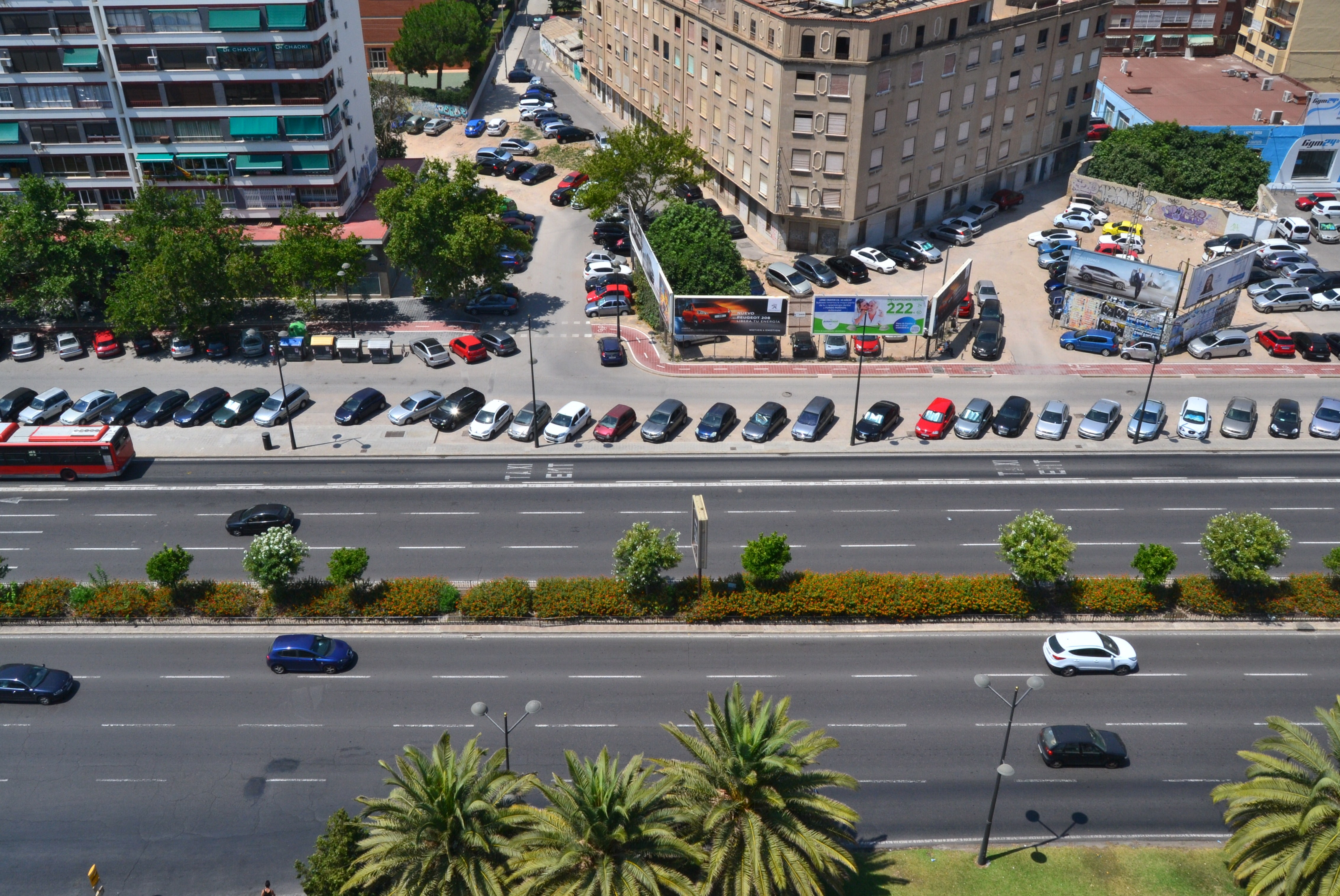
Avenida Pío XII

La avenida de Pío XII (en valenciano avinguda de Pius XII) es una gran avenida del oeste de la ciudad de Valencia (Comunidad Valenciana, España). 
Se sitúa en el barrio y distrito de Campanar, el cual atraviesa de sur a norte, al este del casco histórico del antiguo poblado de Campanar. Se inicia en el puente de Ademuz (o de las Glorias Valencianas), entre las avenidas de Menéndez Pidal al este y de Tirso de Molina al oeste, y finaliza en el cruce con la avenida del General Avilés, donde se inicia la avenida de las Cortes Valencianas, que es prolongación de la avenida de Pío XII. 
Tiene una gran capacidad al tratarse de una de las principales vías de acceso a la ciudad, concretamente desde el noroeste por la autovía  CV-35  o Pista de Ademuz. Dispone de 4 carriles en sentido norte y 3 carriles (más un carril bus) en sentido sur en su primer tramo (desde el puente de Ademuz hasta el cruce con la avenida de Campanar), junto con 2 carriles más en cada sentido en las vías de servicio laterales. Desde este cruce en adelante dispone de 3 carriles en cada sentido que se convierten en túnel bajo la avenida del General Avilés, y los mismos 2 carriles de antes en las vías de servicio laterales.

## Nombre
Lleva el nombre del Venerable papa italiano Pío XII, cuyo papado fue de 1939 a 1958.

## Historia
La avenida de Pío XII fue en su origen a mediados del siglo XX el inicio de la Pista de Ademuz, autovía en dirección noroeste hacia la comarca del Rincón de Ademuz y a la capital del Campo de Turia: Liria. Ya en la segunda mitad del siglo XX, la avenida quedó dentro del núcleo urbano de la ciudad con el crecimiento de Valencia hacia el norte y el oeste.

## Elementos importantes
- Nuevo Centro: Galería comercial inaugurada en noviembre de 1982[1] y de gran popularidad en la ciudad, que acoge diversos establecimientos comerciales, como la famosa "pirámide musical", y de hostelería, además de un gran almacén de El Corte Inglés.

- Explanada de Nuevo Centro: Plaza o explanada peatonal en la esquina de la avenida con Nuevo Centro donde se celebran actuaciones, actividades y exposiciones temporales como la "Exposición del Ninot", que cada año en febrero y principios de marzo expone los ninots de las Fallas de Valencia para elegir por votación popular al "Ninot indultat", el único que se salvará de las llamas del fuego.

- Expo Hotel: Hotel de 3 estrellas, uno de los edificios más altos de la ciudad y uno de los primeros en instalarse fuera del centro histórico de Valencia.

- Centro Comercial Ademuz: Centro comercial Hipercor al final de la avenida, en su cruce con la avenida del General Avilés y con el inicio de la avenida de las Cortes Valencianas